# دوم توماس
دوم توماس (بالإنجليزية: Dom Thomas)‏ هو لاعب كرة قدم بريطاني، ولد في 14 فبراير 1996 في غلاسكو في المملكة المتحدة. لعب مع نادي ماذرويل.

## وصلات خارجية
- دوم توماس على موقع الاتحاد الإسكتلندي (الإنجليزية)
- دوم توماس على موقع قاعدة بيانات كرة القدم.إي يو (الإنجليزية)
- دوم توماس على موقع قاعدة بيانات كرة القدم.إي يو (الإنجليزية)
- دوم توماس على موقع Soccerbase.com (لاعب) (الإنجليزية)
- دوم توماس على موقع Soccerway.com (الإنجليزية)